# USA:s ambassadör i Australien
USA:s ambassadör i Australien (engelska: Ambassador of the United States to Australia) är chef för USA:s diplomatiska beskickning i Samväldet Australien. Beskickningschefens titel var minister fram till 1946, varefter titeln ambassadör togs i bruk. Den nuvarande ambassadören i Canberra är Caroline Kennedy sedan 2022.

## Ämbetsinnehavare
Nedanstående lista är en kronologisk förteckning över de som innehaft befattningen:
| Nr | Bild | Namn                         | Period    |
| -- | ---- | ---------------------------- | --------- |
| 1  |      | Clarence E. Gauss (minister) | 1940–1941 |
| 2  |      | Nelson T. Johnson (minister) | 1941–1945 |
| 3  |      | Robert Butler                | 1946–1948 |
| 4  |      | Myron M. Cowen               | 1948–1949 |
| 5  |      | Pete Jarman                  | 1949–1953 |
| 6  |      | Amos J. Peaslee              | 1953–1956 |
| 7  |      | Douglas M. Moffat            | 1956–1956 |
| 8  |      | William J. Sebald            | 1957–1961 |
| 9  |      | William C. Battle            | 1962–1964 |
| 10 |      | Edward A. Clark              | 1965–1967 |
| 11 |      | William Crook                | 1968–1969 |
| 12 |      | Walter L. Rice               | 1969–1973 |
| 13 |      | Marshall Green               | 1973–1975 |
| 14 |      | James W. Hargrove            | 1976–1977 |
| 15 |      | Philip H. Alston             | 1977–1981 |
| 16 |      | Robert D. Nesen              | 1981–1985 |
| 17 |      | Bill Lane                    | 1985–1989 |
| 18 |      | Mel Sembler                  | 1989–1993 |
| 19 |      | Edward J. Perkins            | 1993–1996 |
| 20 |      | Genta H. Holmes              | 1997–2000 |
| 21 |      | Edward Gnehm                 | 2000–2001 |
| 22 |      | Tom Schieffer                | 2001–2005 |
| 23 |      | Robert McCallum Jr.          | 2006–2009 |
| 24 |      | Jeff Bleich                  | 2009–2013 |
| 25 |      | John Berry                   | 2013–2016 |
| 26 |      | Arthur B. Culvahouse         | 2019–2021 |
| 27 |      | Caroline Kennedy             | 2022–     |